# Sant Salvador de Vilarmilà
Sant Salvador de Vilarmilà fou una capella romànica, de la comuna rossellonesa de Llupià, a la Catalunya del Nord.
Estava situada a l'est del poble de Llupià, al peu de l'antic Camí del Conflent, ara Camí, o Ruta, de Pontellà a Llupià. Actualment en el seu lloc hi ha el Mas Sant Salvador, que conserva el nom de la capella desapareguda.

## Història
Esmentada des del 974 (ecclesia S. Salvatoris cum villare Milani), fou una cel·la monàstica dependent de Sant Pere de Rodes. Torna a estar documentada també el 982 i el 990, sempre de la mateixa manera.